# Hepatologie
Als Hepatologie wird ein Spezialgebiet der Gastroenterologie bezeichnet, das die Physiologie und Patho(physio)logie der Leber und der Gallenwege sowie Diagnostik und Behandlung der Krankheiten dieser Organe umfasst. Sie ist kein eigenständiges Fach. Die Bezeichnung „Hepatologe“ steht in der Regel für einen auf Lebererkrankungen spezialisierten Gastroenterologen, setzt jedoch in Deutschland als Berufsbezeichnung keine spezielle Ausbildung voraus.

## Krankheitsbilder der Hepatologie
Bei den angeborenen Fehlbildungen werden Anomalien der Leber und der intrahepatischen Gallengänge inklusive des Caroli-Syndroms, Gefäßanomalien und Anomalien der extrahepatischen Gallenwege unterschieden.
Störungen des Bilirubinstoffwechsels, Gelbsucht (Ikterus) und familiäre Hyperbilirubinämiesyndrome werden eingeteilt
- in solche mit erhöhtem indirektem („ungekoppeltem“) Bilirubin
  - Morbus Meulengracht, Morbus Gilbert (Icterus intermittens juvenilis)
  - Crigler-Najjar-Syndrom Typ I und II
- und solche mit erhöhtem direktem („gekoppeltem“) Bilirubin
  - Dubin-Johnson-Syndrom
  - Rotor-Syndrom

Die entzündlichen Lebererkrankungen werden in virale Entzündungen (Hepatitis A, Hepatitis B, Hepatitis C, Hepatitis D, Hepatitis E und Hepatitis G), nicht-virale Infektionen (bakterielle Infektionen, Infektionen durch Pilze und Parasiten wie Amöben-Abszess, Echinokokkose und Leberegel), Granulomatöse Entzündungen, Autoimmunhepatitis und Entzündungen der Gallenwege (Cholangitis, Primär biliäre Zirrhose, Primär sklerosierende Cholangitis, akute und chronische Cholezystitis) eingeteilt.
Eine zahlenmäßig große Rolle spielen Gallenstein-Leiden, toxische Leberschäden z. B. durch Alkohol oder Medikamente und die Fettleber. Als Folge verschiedener Lebererkrankungen kann es zur Leberfibrose, Leberzirrhose und zum Leberversagen kommen. Seltener sind Stoffwechselstörungen wie Hämochromatose, Morbus Wilson (Hepatolentikuläre Degeneration oder Kupferspeicherkrankheit), Alpha-1-Antitrypsinmangel, Glykogenosen und Porphyrien.
Unter den bösartigen Neubildungen der Leber sind Lebermetastasen am häufigsten, Hepatozelluläres Karzinom, Gallengangskarzinom, Zystadenokarzinom und Hepatoblastom eher selten.
Im Kindesalter spielen der Neugeborenenikterus und angeborene Gallengangsveränderungen, u. a. Byler-Syndrom (Progressive familiäre intrahepatische Cholestase), Alagille-Syndrom und Reye-Syndrom, die größte Rolle, in der Schwangerschaft die akute Schwangerschaftsfettleber und die akute Schwangerschaftscholestase.

## Untersuchungsmethoden

### Laborwerte
- Bilirubin: direkt, indirekt
- Bilirubinausscheidung im Urin
- AST (früher: GOT), ALT (früher: GPT), GLDH: diese drei Enzyme sind Bestandteile der Leberzellen und werden bei ihrer Schädigung vermehrt messbar, beispielsweise bei einer Virushepatitis. GOT und GPT werden zusammen als Transaminasen bezeichnet.
- CHE, Quick-Wert oder INR und Albumin sind von Faktoren, die in der Leber gebildet werden, abhängig und dienen somit der Einschätzung der Lebersyntheseleistung.
- Hepatitisserologie bei Verdacht auf ein infektiöses Geschehen sowie zur Aktivitätsbeurteilung bei bekannter Infektion.
- γ-GT, AP: diese Enzyme sind in den Gallenwegen enthalten und werden entsprechend vermehrt freigesetzt, wenn diese geschädigt werden (beispielsweise bei einer Gallenwegsentzündung). Sie werden zusammen auch als Cholestaseparameter bezeichnet.
- Eisen, Ferritin, Kupfer und Caeruloplasminspiegel bei Verdacht auf Erkrankungen des Eisen- oder Kupferstoffwechsels wie die Hämochromatose und der Morbus Wilson

### Bildgebende Verfahren
zur Darstellung der Gewebsarchitektur sowie eventueller Raumforderungen
- Ultraschall
- Computertomographie
- Magnetresonanztomographie
- ERCP

### Biopsie
Bei der Leberbiopsie handelt es sich um einen invasiven Eingriff zur Entnahme von Gewebe der Leber mit oder ohne Ultraschallkontrolle. Es folgt die Untersuchung der mikroskopischen Gewebsarchitektur (Histologie).

## Behandlungsmethoden der Hepatologie
- Diät (siehe hepatische Enzephalopathie)
- Virale Hepatitis
  - Impfung gegen Hepatitis A und B
  - Virustatika und Interferone bei viraler Hepatitis B oder C
- Ursodeoxycholsäure bei Anhäufung von Gallensäuren im Körper (Cholestase)
- Erhöhung des Druckes im Pfortaderkreislauf
  - Diuretikum
  - Betablocker
  - Portosystemischer Shunt
- Transplantation als Ultima Ratio

## Hepatologien in Europa
- Hepatologie an der Universität und Inselspital Bern (Schweiz)